# Fazendo Assim
"Fazendo Assim" é uma canção da cantora brasileira Luísa Sonza com o cantor compatriota Gaab. Seu lançamento ocorreu em 22 de agosto de 2019, através da Universal Music, servindo como terceiro single do álbum de estréia de Luísa, Pandora (2019).

## Vídeo musical
No clipe inspirado no filme Indiana Jones (1984), Gaab interpreta um aventureiro que está em expedição pelo sertão nordestino em busca da mística gruta de Pandora. Luísa interpreta Elle, uma deusa fictícia que se transforma em sereia, divindade inspirada em ganesha e em amazona vinda de outro planeta. O cenário foi a Chapada Diamantina.
O vídeo levou o prêmio da International Music Video Underground, que acontece em Paris, na categoria de Melhor Direção de Fotografia, premiando Heitor Cavalheiro.